# Stone the Crows

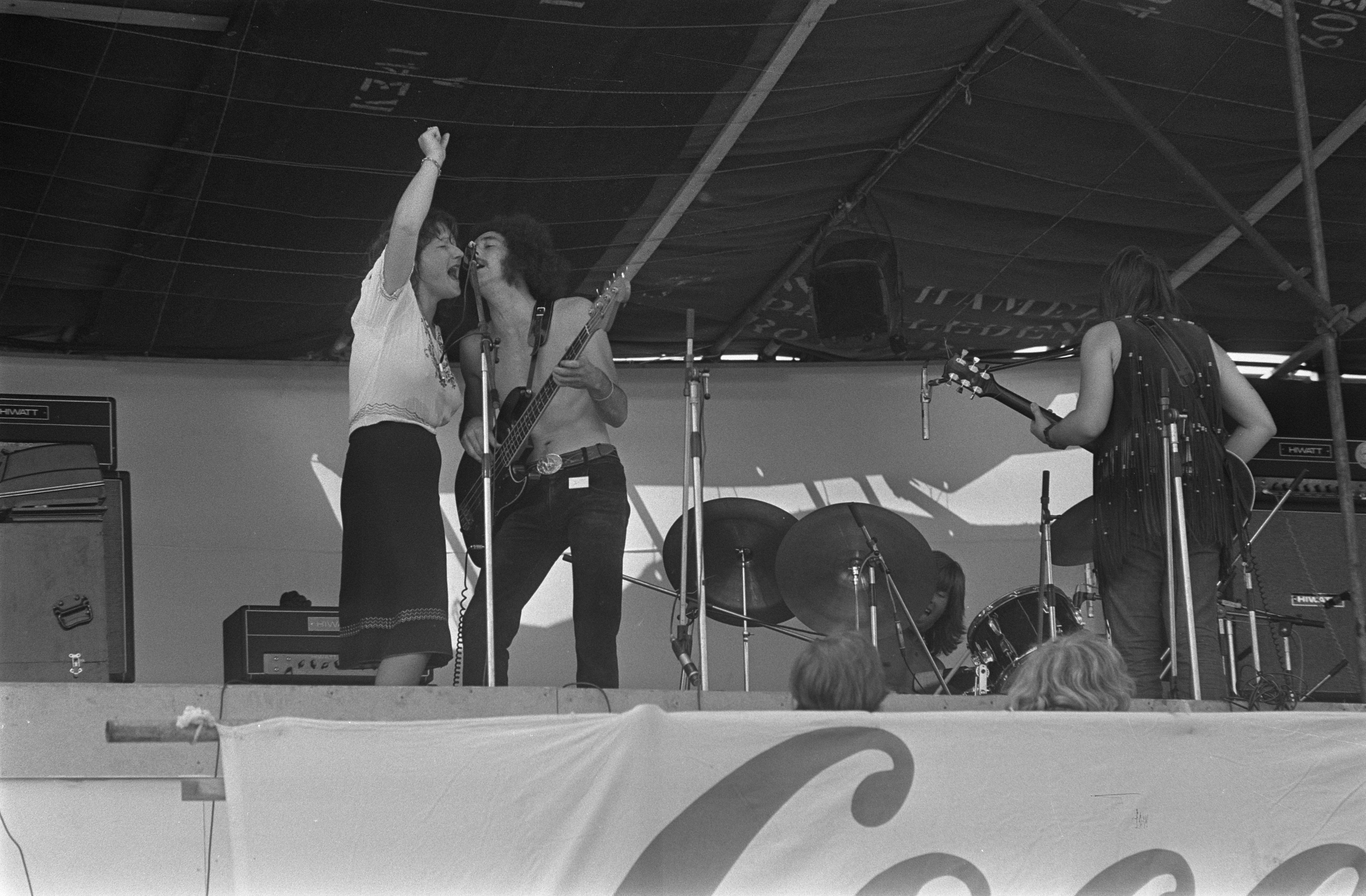
Stone the Crows (Kralingen, 1970)

Stone The Crows est un groupe de rock écossais qui a existé de 1969 à 1973.

## Histoire
Le groupe a été formé à Glasgow fin 1969 quand Maggie Bell a été présentée à Les Harvey par le grand frère de ce dernier, Alex Harvey. Après avoir joué ensemble dans les Kinning Park Ramblers, ils rejoignent un groupe, The Power, plus tard renommé Stone The Crows, après que le manager de Led Zeppelin, Peter Grant, les eut entendus et signés.

## Groupe original
- Maggie Bell, chant (née Margaret Bell le 12 janvier 1945 à Glasgow, Strathclyde, Écosse).
- Les Harvey, guitare (né Leslie Harvey né le 13 septembre 1944 à Gorbals, Glasgow, Strathclyde, Écosse, décédé le 3 mai 1972).
- James Dewar, basse (né James Dewer le 12 octobre 1942 à Glasgow, Strathclyde, Écosse)
- John McGinnis, claviers (né en 1944 en Angleterre)
- Colin Allen, né le 9 mai 1938  a Bornemouth, New Hampshire, batterie (ex-Zoot Money du Big Roll Band et John Mayall's Bluesbreakers)

Les deux premiers albums du groupe ont été enregistrés avec ces membres, et la voix de Bell rappelle celle de Janis Joplin.

## Deuxième formation
McGinnis et Dewar quittent le groupe en 1971, remplacés par Ronnie Leahy et Steve Thompson. La mort tragique de Les Harvey (électrocuté par un micro sur scène à Swansea's Top Rank Suite en mai 1972) conduit pratiquement à la séparation du groupe. Après un essai de Peter Green, le groupe prend l'ex-Thunderclap Newman, le prodige Jimmy McCulloch comme guitariste soliste. James Dewar devient le chanteur et bassiste charismatique du power trio Robin Trower Band. 
Stone the Crows se sépare en juin 1973. Maggie Bell enregistre trois albums solo, Queen Of The Night en 1974, Suicide Sal en 1975 et Crimes of the heart en 1988 ainsi que trois albums live dont le premier au Rainbow de Londres. Ensuite, elle participe à quelque sessions avec d'autres artistes dont Rod Stewart pour Every Picture Tells a Story en 1971, la version orchestrale de l'album Tommy du London Symphony Orchestra en 1972, avec David Essex, Sandy Denny, Steve Winwood, Rod Stewart, Richie Havens, Ringo Starr, etc. Puis, en 1977, elle participa à l'album Soul Survivor du chanteur Eric Burdon avec Zoot Money et l'ex-Triumvirat Hans-Jürgen Fritz aux claviers, les guitaristes Alexis Korner et Geoff Whitehorn ainsi que les choristes P. P. Arnold et Vicki Brown.

## Discographie
- Stone The Crows, 1969
- Ode To John Law, 1970
- Teenage Licks, 1971
- Ontinuous Performance, 1972